# Matični mleček
Matični mleček (ang. royal jelly, worker jelly ali bee milk) je izloček hipofaringealnih in mandibularnih (žrelnih) žlez, ki leže ob čebelji glavi tik ob možganih. Izločajo ga mlade čebele dojilje, stare pet do dvanajst dni, katerih naloga je skrbeti za zarod - matico, čebele delavke in trote. Njihove žleze začnejo delovati šele po četrtem dnevu življenja in prenehajo izločati hranilni mleček po enajstem dnevu.
Je bele do bledo rumene barve in gosto tekoč, značilnega vonja ter kiselkastega, rahlo pekočega in nekoliko sladkastega okusa. S staranjem postaja gostejši, v stiku z zrakom pa se lahko spremeni tudi barva.

## Sestava matičnega mlečka
Na sestavo matičnega mlečka vplivajo različni zunanji dejavniki, kot so območje izvora in obdobje pridobivanja pa tudi biološke značilnosti čebel dojilj.
Matični mleček vsebuje naslednje sestavine:
1. suha snov 31 do 39%
2. pepel 0,7 do 1,8%
3. celotno žveplo 0,4 do 0,6%
4. celotni dušik 2,4 do 5,8%
5. celotni fosfor 0,5 do 0,7%
6. beljakovine 12 do 25%
7. ogljikovi hidrati (saharoza, glukoza, fruktoza, riboza ) 10 do 15%
8. maščobe 6 do 15 %
9. aminokisline 11 do 20 %
10. vitamini, topni v maščobah (A, D, E, K) in v vodi (B, C)
11. acetilholin in razni encimi
12. sledovi elementov v obliki soli (železo, mangan, kobalt, natrij, kalij, kalcij, fosfor)
13. 10-hidroksi-trans decenska kislina

## Pridobivanje
Čebele v normalnih razmerah ne proizvajajo velikih količin matičnega mlečka in tudi niso pripravljene na njegovo shranjevanje, kot to nagonsko počnejo pri cvetnem prahu in medu.
Danes obstajajo posebni postopki, s katerimi je mogoče čebele spodbuditi k večjemu izločanju te dragocene snovi.
Pridobivajo ga tako, da družini brez matice dajo komaj izvaljene ličinke matic, stare 20 do 36 ur. Satne celice s temi ličinkami čebele kmalu napolnijo z matičnim mlečkom, ker hočejo vzgojiti novo matico. 48 do 52 ur po prenosu ličink čebelar pobere matični mleček.
Pri pobiranju matičnega mlečka za zdravilne namene mora čebelar paziti na največjo čistočo in ga shranjevati v sterilnih steklenih kozarcih na temnem in hladnem prostoru. Idealna temperatura za shranjevanje je 2 °C.
Matični mleček je zaradi svoje sestave izredno občutljiv. Škodijo mu toplota, svetloba in kemična sredstva. Na zraku se hitro izsuši in postane lepljiv, se strdi in dobi rjavkasto rumeno barvo. Še posebno mu škodi vlaga, saj se veže z vodo in postane idealno gojišče za bakterije in plesni.

## Uporabnost in stranski učinki matičnega mlečka
Francoski zdravnik Destrem je 134 bolnikom v dveh dneh vbrizgal 6-12 injekcij 20 mg z zmrzovanjem sušenega mlečka v mišice. Bolniki so bili stari od 70-75 let, trpeli so za pomanjkanjem teka, hujšanjem in duševno potrtostjo. Vselej se je učinek pokazal po 6 injekciji, ješčnost se je vrnila, povečala se je telesna teža, splošno počutje se je izboljšalo. 
Matični mleček izkazuje tudi antitumorno, antihipertenzijsko in  protivnetno delovanje ter pospeši proliferacijo celic. Nekateri peptidi matičnega mlečka so tudi inhibitorji lipidne peroksidacije , saj delujejo kot antioksidanti in tako zavirajo proces ateroskleroze.
Kljub njegovi vsesplošno varni uporabi, pa se uživanje matičnega mlečka odsvetuje osebam z alergijami oziroma preobčutljivostnimi reakcijami na matični mleček oziroma cvetni prah . V nekaterih primerih je imelo uživanje matičnega mlečka za posledico kontaktni dermatitis, akutno astmo, anafilaktični šok in smrt. Študije so pokazale, da so proteini matičnega mlečka z molekulsko maso od 10-167kD  detektirani kot Ig-E-vezavni proteini, komponente od 14-127kD pa so bile prepoznane kot glavni alergeni v matičnem mlečku. 
V nasprotju s temi trditvami je Evropska agencija za varno hrano prišla do zaključka, da ni kakovostnih dokazov za učinek matičnega mlečka na zdravje ljudi, njegova sestava pa tudi ni dovolj natančno opredeljena, da bi bilo možno sklepati o vplivu iz njegovih sestavin. V ZDA je FAD sprožila postopke zoper podjetja, ki so oglaševala nepotrjene zdravilne učinke matičnega mlečka.

## Terapija z matičnim mlečkom
Uživamo ga lahko samostojno, lahko ga kombiniramo z medom in cvetnim prahom ali z različnimi dietičnimi in živilskimi izdelki. Svež matični mleček je po mnenju številnih poznavalcev najučinkovitejši, problem pa je njegova obstojnost.
Svež matični mleček: srednji odmerek je 500 mg, pri liofiliziranemu mlečku so odmerki za tretjino manjši kot pri svežem matičnem mlečku.